# Труды Санкт-Петербургского института истории РАН
Труды́ Санкт-Петербу́ргского институ́та исто́рии РАН (ранее Труды́ Ленингра́дского отделе́ния Институ́та исто́рии АН СССР) — периодическое серийное издание в виде тематических сборников научных статей и публикаций архивных документов. Издавалось в СССР в 1959—1986 годах (Труды ЛОИИ АН СССР), и было возобновлено в 2015 году (Труды СПбИИ РАН). Каждый выпуск посвящён одной из проблем изучения истории России и Западной Европы с древнейших времён до начала XXI века.

## История

### Труды ЛОИИ АН СССР
1-й выпуск «Трудов Ленинградского отделения Института истории» был издан издательством АН СССР (с 1964 — издательство «Наука») в Москве и Ленинграде в 1959 году. Он был посвящён различным аспектам истории российского империализма. Основными его темами были: экономическая политика царского правительства, социальный состав русской армии и аграрное развитие страны.
В следующем 1960 году вышел 2-й выпуск серийного сборника. Он был разнообразен по содержанию, но рассчитан на строго определённый круг специалистов по истории СССР периода феодализма. Из наиболее важных вопросов, рассмотренных в нём, были: развитие земледелия, судьбы сельской общины в период феодализма, особенности различных категорий феодально-зависимого населения, а также определяющее влияние классовой борьбы между крестьянами и феодалами на развитие политического строя в России.
Весной того же 1960 года в издательство АН СССР был сдан подготовленный ЛОИИ 3-й выпуск сборника, посвящённый критике новейшей буржуазной историографии, однако издан он был только в начале 1962 года. Этой теме в дальнейшем также были посвящены 10-й (1967) и 15-й (1976) выпуски сборника.
Дальнейшие выпуски также были посвящены различным периодам истории СССР и всеобщей истории, историографии, источниковедению и пр. Рассматривались такие малоизученные (как советскими, так и зарубежными историками) или дискуссионные вопросы, как внутренняя политика правительства Российской империи середины XVI — начала XX веков (вып. 8, 1967), социально-экономическая история России от Киевской Руси до последних лет Российской империи (вып. 12, 1971), государственное строительство в первые годы советской власти (вып. 14, 1973) и пр. Рассматривались крестьянский вопрос и классовые конфликты в истории России XIV—XVIII веков (вып. 9, 1967). В сборниках вводились в научный оборот новые и ранее неизвестные материалы.
Среди авторов кроме видных историков, также были молодые учёные и недавно окончившие аспирантуру или являвшиеся соискателями.
Всего с 1959 по 1986 год было издано 16 тематических выпусков «Трудов ЛОИИ АН СССР».

### Труды СПбИИ РАН
В 2015 году Санкт-Петербургский институт истории РАН возобновил серийное издание под названием «Труды Санкт-Петербургского института истории РАН». Изданный в том году издательством «Нестор-История» 1-й (17) выпуск сборника был посвящён истории Русской православной церкви XVI—XVIII веков, в частности изучению взаимоотношений государства и Церкви, монастырской повседневности и пр. В нём в значительной степени были задействованы документы фондов Научно-исторического архива СПбИИ РАН.
2-й (18) выпуск сборника, вышедший в следующем 2016 году, был приурочен к 80-летию Института. 3-й (19) выпуск посвящён реформации в Европе раннего Нового времени, а также возможным её аналогам в России. Сам выпуск вышел за рамки тематического сборника, и по своей структуре имеет больше определение как коллективная монография. В ней, корме прочего, были учтены ключевые результаты исследований отечественных и зарубежных учёных, работавших в данной сфере.
В 4-м (20) выпуске, изданном в 2018 году, рассматривались вопросы по Новгородской земле, Санкт-Петербургу и Швеции в XVII—XVIII веках. 5-й (21) выпуск, вышедший в 2019 году в издательстве «Историческая иллюстрация», тематически был сконструирован вокруг трёх проблем: Пётр I и Русский Север, Пётр I и его сподвижники-современники, Пётр I и основанная им столица Российской империи. 6-й (22) выпуск Трудов за 2021 год, изданный вновь издательством «Нестор-История», главным образом был посвящён творчеству и научному наследию профессора В. М. Панеяха. В частности в работе над этим сборником кроме сотрудников СПбИИ РАН принимали участие и сотрудники Европейского университета в Санкт-Петербурге. 7-й (23) выпуск за 2022 год, который был посвящён истории Российского государства XVI — начала XVIII века, был выпущен издательством «Старая Басманная».

## Выпуски
Труды Ленинградского отделения Института истории
- Вып. 1. Из истории империализма в России / ред.: М. П. Вяткин (отв. ред.), С. С. Волк, Р. Ш. Ганелин, А. А. Фурсенко. М.; Л.: Изд-во АН СССР. 1959. 457 с.
- Вып. 2. Вопросы экономики и классовых отношений в русском государстве XII—XVII веков / ред.: И. И. Смирнов (отв. ред.), С. Н. Валк, Г. Е. Кочин, Н. Е. Носов. М.; Л.: Изд-во АН СССР. 1960. 496 с.
- Вып. 3. Критика новейшей буржуазной историографии / ред. колл.: О. А. Вайнштейн (отв. ред.), С. С. Волк, М. П. Вяткин, Д. П. Каллистов, А. А. Фурсенко. М.; Л.: Изд-во АН СССР. 1961. 444 с.
- Вып. 4. Монополии и иностранный капитал в России / ред.: М. П. Вяткин (отв. ред.), Р. Ш. Ганелин, А. А. Фурсенко. М.; Л.: Изд-во АН СССР. 1962. 434 с.
- Вып. 5. Вопросы историографии и источниковедения истории СССР / ред.: С. Н. Валк (отв. ред.), Н. Е. Носов, В. А. Петров. М.; Л.: Изд-во АН СССР. 1963. 655 с.
- Вып. 6. Рабочие Ленинграда в борьбе за победу социализма / ред. колл.: 3. В. Степанов (отв. ред.), Ю. С. Токарев, В. А. Шишкин. М.; Л. Изд-во АН CCCP. 1963. 359 c.
- Вып. 7. Исследования по отечественному источниковедению: Сборник статей, посвящённый 75-летию профессора С. Н. Валка / редкол.: С. С. Волк, Л. С. Гапоненко, В. В. Мавродин, Н . Е. Носов (отв. ред.), А. Л. Шапиро. М.; Л.: Наука. 1964.
- Вып. 8. Внутренняя политика царизма (Середина XVI — начало XX в.) / ред. колл.: Н. Е. Носов (отв. ред.), Б. В. Ананьич, С. Н. Валк, Р. Ш. Ганелин Л.: Наука. 1967. 400 с.
- Вып. 9. Крестьянство и классовая борьба в феодальной России: Сборник статей памяти Ивана Ивановича Смирнова / редкол.: Н. Е. Носов (отв. ред.), А . И. Копанев, В. В. Мавродин, А. Г. Маньков, Д. И. Петрикеев. Л.: Наука. 1967. 455 с.
- Вып. 10. Критика новейшей буржуазной историографии / ред. колл.: О. Л. Вайнштейн (отв. ред.), Р. Ш. Ганелин, В. С. Дякин, В. И. Рутенбург, В. А. Шишкин. Л.: Наука. 1967. 382 с.
- Вып. 11. Исторические связи Скандинавии и России. IX—XX вв. / ред. колл.: Н. Е. Носов, И. П. Шаскольский. Л.: Наука. 1970. 402 с.
- Вып. 12. Исследования по социально-политической истории России: Сборник статей памяти Бориса Александровича Романова / ред. колл.: Н. Е. Носов (отв. ред.), С. Н. Валк, Д. С. Лихачёв, В. М. Панеях, А. А. Фурсенко. Л.: Наука. 1971. 400 с.
- Вып. 13. Проблемы крестьянского земледелия и внутренней политики России. Дооктябрьский период / ред. колл.: Н. Е. Носов (отв. ред.), С. Н. Валк, В. С. Дякин. Л.: Наука. 1972. 365 с.
- Вып. 14. Проблемы государственного строительства в первые годы советской власти / ред. колл.: Ю. С. Токарев (отв. ред.), В. М. Ковальчук, Н. Е. Носов, Д. И. Петрикеев, Г. Л. Соболев, А. Л. Фрайман. Л.: Наука. 1973. 361 с.
- Вып. 15. Критика новейшей буржуазной историографии / ред. колл.: О. Л. Вайнштейн (отв. ред.), Р. Ш. Ганелин, Н. Е, Носов, В. И. Рутенбург, Г. Л. Соболев, А. А. Фурсенко. Л.: Наука. 1976.
- Вып. 16. Общественная мысль в России XIX в. / ред. колл.: В. С. Дякин, Б. Ф. Егоров, А. Н. Цамутали (отв. ред.), В. А. Шишкин. Л.: Наука. 1986. 244 с.

Труды Санкт-Петербургского Института истории РАН
- Вып. 1 (17). Монастыри и архиерейские дворы в документах XVI—XVIII веков / редколл.: Е. М. Балашов, Н. В. Башнин (отв. сек.), Ю. Н. Беспятых, С. А. Исаев, Н. В. Михайлов, П. В. Седов (отв. ред.), А. Н. Цамутали. СПб.: Нестор-История, 2015. 720 с. ISBN 978-5-4469-0760-1.
- Вып. 2 (18). Санкт-Петербургский институт истории РАН в документах XIX—XX веков / редкол.: Е. М. Балашов, Н. В. Башнин (отв. сек.), Ю. Н. Беспятых, С. А. Исаев, Н. В. Михайлов, П. В. Седов (отв. ред.), А. Н. Цамутали. СПб.: Нестор-История, 2016. — 496 с. ISBN 978-5-4469-0997-4.
- Вып. 3 (19). Европейская Реформация и её возможные аналоги в России / редкол.: Н. В. Башнин (отв. сек.), Ю. Н. Беспятых, С. А. Исаев (отв. ред.), Н. В. Михайлов, П. В. Седов (отв. ред.), А. Н. Цамутали. СПб.: Нестор-История, 2017. — 492 с. ISBN 978-5-4469-1281-0.
- Вып. 4 (20). Новгородская земля, Санкт-Петербург и Швеция в XVII—XVIII веках: Сборник статей к 100-летию со дня рождения Игоря Павловича Шаскольского / редкол.: Н. В. Башнин (отв. сек.), Ю. Н. Беспятых, П. В. Седов (отв. ред.) и др. СПб.: Нестор-История, 2018. 475 с. ISBN 978-5-4469-1479-1.
- Вып. 5 (21). Пётр Великий, российская власть и общество в эпоху перемен: Сборник статей к 70-летию со дня рождения Юрия Николаевича Беспятых / ред.: Т. А. Базарова (отв. ред.), Н. В. Башнин, С. А. Исаев, Н. В. Михайлов, М. Е. Проскурякова (отв. ред.), П. В. Седов. СПб.: Историческая иллюстрация, 2019. — 400 с. ISBN 978-5-89566-206-9.
- Вып. 6 (22). Связь времён и творчество историка: Памятный сборник к 90-летию Виктора Моисеевича Панеяха / сост., отв. ред.: В. Г. Вовина-Лебедева, М. М. Кром. — СПб.: Нестор-История, 2021. — 484 с. ISBN 978-5-4469-1895-9.
- Вып. 7 (23). Российское государство в XVI — начале XVIII века: Сборник статей к 70-летию Андрея Павловича Павлова / сост.: А. И. Раздорский; науч. ред.: Д. В. Лисейцев, П. В. Седов. — СПб.; М.: Старая Басманная, 2022. — 507, [1] с.: ил., карты, [5] л. портр. ISBN 978-5-907169-68-5.

## Рецензии
Русскоязычные
- Анкудинова Л. Е., Рабинович М. Б. Рец.: Критика новейшей буржуазной историографии // Вопросы истории. — М., 1963. — № 5. — С. 133—136.
- Крылов П. В. Рец.: Пётр Великий, российская власть и общество в эпоху перемен // Вестник Новосибирского государственного университета. Серия: История, филология. — Новосибирск: Изд-во НГУ, 2020. — Т. 19, № 1. — С. 144—147. — ISSN 1818-7919.
- Малков Л. В. Рец.: «Исследования по социально-политической истории России». Сборник статей памяти Бориса Александровича Романова. Л. Изд-во «Наука». 1971. 398 стр. Тираж 2500 // Вопросы истории. — М., 1973. — № 3. — С. 161—163.
- Порох В. И., Порох И. В. Рец.: Новое о русских мыслителях XIX века // Вопросы истории. — М., 1988. — № 5. — С. 154—157.
- Сидоров А. Л. Рец.: Исследования по истории империализма в России // Вопросы истории. — М., 1963. — № 4. — С. 124—126.
- Чернякова И. А. Рец.: Пётр Великий, российская власть и общество в эпоху перемен: сборник статей к 70-летию со дня рождения Юрия Николаевича Беспятых / Отв. ред.: Т. В. Базарова, М. Е. Проскурякова. Санкт-Петербург: Историческая Иллюстрация, 2019. 400 с. (Труды Санкт-Петербургского института истории Российской академии наук. Выпуск 5 (21)) // Новое прошлое / The New Past. — Ростов-на-Дону: Изд-во ЮФУ, 2020. — № 4. — С. 282—287. — ISSN 2500-3224.
- Шамина И. Н. Рец.: Монастыри и архиерейские дворы в документах XVI—XVIII веков // Вестник церковной истории. — Православная энциклопедия, 2016. — № 3—4 (43—44). — С. 385—387. — ISSN 1818-6858.
- Шапиро А. Л. Рец.: Вопросы экономики и классовых отношений в Русском государстве XII—XVII веков // Вопросы истории. — М., 1961. — № 12. — С. 142—148.
- Шишкин В. А. Рец.: Европейская Реформация и её возможные аналоги в России // Средние века: Исследования по истории Средневековья и раннего Нового времени  / отв. ред. П. Ю. Уваров. — ИВИ РАН. — М.: Наука, 2018. — Вып. 79 (4). — С. 176—180. — ISBN 978-5-02-040162-4. — ISSN 0131-8780.

На других языках
- Blank S. J. Rev.: Iss. 14 (англ.) // Kritika: A Review of Current Soviet Books on Russian History[англ.]. — Cambridge, Mass: Harvard University Press, 1976. — No. 1. — P. 42—49.
- Demény-Mescova L.[рум.]. Rec.: 3-a lan (рум.) // Studii: Revista de istorie. — Bucuresti, 1962. — Nr. 5. — P. 1285—1291.
- Field В. Review: Iss. 8 (англ.) // Kritika: A Review of Current Soviet Books on Russian History. — Cambridge, Mass: Harvard University Press, 1968. — No. 1. — P. 11—18.
- Goehrke С.[нем.]. Besp.: Band 12 (нем.) // Jahrbücher für Geschichte Osteuropas. — Wiesbaden: Franz Steiner Verlag, 1975. — Bd. 23, H. 3. — S. 420—422.
- Gorski G. Buch.: Band 3 (нем.) // Zeitschrift für Geschichtswissenschaft[нем.]. — Berlin: Metropol Verlag[англ.], 1963. — H. 4. — S. 816—817.
- Haumann H.[англ.]. Besp.: Band 14 (нем.) // Jahrbücher für Geschichte Osteuropas. — Wiesbaden: Franz Steiner Verlag, 1976. — Bd. 24, H. 3. — S. 431—433.
- Hoffmann P.[англ.]. Buch.: Band 8 (нем.) // Zeitschrift für Geschichtswissenschaft. — Berlin: Metropol Verlag, 1968. — H. 5. — S. 659.
- Hoffmann P. Buch.: Band 9 (нем.) // Zeitschrift für Geschichtswissenschaft. — Berlin: Metropol Verlag, 1969. — H. 10. — S. 1369.
- J. Mk. Recenze: Vyd. 5 (чешск.) // Český časopis historický[англ.]. — Praha, 1964. — Č. 1. — S. 118.
- Krause H.-T. Buch.: Band 5 (нем.) // Zeitschrift für Geschichtswissenschaft. — Berlin: Metropol Verlag, 1964. — H. 1. — S. 157—158.
- Kumpf-Korfes S. Buch.: Band 1 (нем.) // Zeitschrift für Geschichtswissenschaft. — Berlin: Metropol Verlag, 1960. — H. 7. — S. 1735.
- Laue T. von[англ.]. Besp.: Band 15 (нем.) // Jahrbücher für Geschichte Osteuropas. — Wiesbaden: Franz Steiner Verlag, 1979. — Bd. 27, H. 1. — S. 125—126.
- Miller F. A. Besp.: Band 8 (нем.) // Jahrbücher für Geschichte Osteuropas. — Wiesbaden: Otto Harrassowitz Verlag[нем.], 1968. — Bd. 16, H. 3. — S. 441—442. — JSTOR 41043537.
- Neubert H.[нем.]. Buch.: Band 3 (нем.) // Zeitschrift für Geschichtswissenschaft. — Berlin: Metropol Verlag, 1962. — H. 8. — S. 1965—1966.
- Pintner W. М. Rev.: Iss. 8 (англ.) // Slavic Review. — AAASS, 1969. — Vol. 28, iss. 1. — P. 123—124.
- Widera В. Buch.: Band 11 (нем.) // Jahrbuch für Geschichte der sozialistischen Länder Europas. — Berlin: Deutscher Verlag der Wissenschaften[англ.], 1974. — Bd. 18/2. — S. 269—272.
- Z. V. Rec.: Vyd. 10 (чешск.) // Historie a vojenstvi. — Praha, 1968. — Č. 3. — S. 475—476.
- Zguta R.[англ.]. Besp.: Band 9 (нем.) // Jahrbücher für Geschichte Osteuropas. — Wiesbaden: Otto Harrassowitz Verlag, 1968. — H. 4. — S. 570—571.